# Ischnocnema oea
Ischnocnema oea es una especie de anfibio anuro de la familia Brachycephalidae.

## Distribución geográfica
Esta especie es endémica de Brasil. Habita:
- en Santa Teresa en Espirito Santo;
- en Muriaé en Minas Gerais;
- en Nova Friburgo en el estado de Río de Janeiro.[4]

## Descripción
Los machos miden de 17.1 a 18.8 mm.

## Publicación original
- Heyer, 1984 : Variation, systematics, and zoogeography of Eleutherodactylus guentheri and closely related species (Amphibia: Anura: Leptodactylidae). Smithsonian Contributions to Zoology, n.º 402, p. 1-42[5]